# واندی کرتیس-هال
 واندی کرتیس-هال (به انگلیسی: Vondie Curtis-Hall) (زاده ۳۰ سپتامبر ۱۹۵۶) بازیگر آمریکایی است. از فیلم‌های معروف او می‌توان به بازی در فیلم پیکان‌های شکسته، یک پلیس خوب، بن‌بست، ریموند و ری، ولادت سیاه و زندانیان بهشت اشاره کرد.